# NGC 1413
NGC 1413 est une galaxie elliptique relativement éloignée et située dans la constellation de l'Éridan. NGC 1413 a été découverte par l'astronome américain Francis Leavenworth en 1885.

## Caractéristiques
Sa vitesse par rapport au fond diffus cosmologique est de 9 262 ± 32 km/s, ce qui correspond à une distance de Hubble de 136,6 ± 9,6 Mpc (∼446 millions d'al).
À ce jour, une mesure non basée sur le décalage vers le rouge (redshift) donne une distance d'environ 114,000 Mpc (∼372 millions d'al). Cette valeur est à l'extérieur mais compatible avec les valeurs de la distance de Hubble.
En raison d'une brillance de surface égale à 14,06 mag/am2, on peut qualifier NGC 1413 de galaxie à faible brillance de surface (LSB en anglais pour low surface brightness). Les galaxies LSB sont des galaxies diffuses (D) avec une brillance de surface inférieure de moins d'une magnitude à celle du ciel nocturne ambiant.